# محمد صادق خاتون آبادي
مير محمد صادق خاتون آبادي، هو ابن ميرزا حسين نائب الصدر (وُلد سنة 1285 هـ، أصفهان - تُوفي سنة 1348 هـ)، كان عالمًا زاهدًا، وفقيهًا متعلمًا، ومرجعًا شيعيًّا، وأستاذًا مشهورًا في حوزة أصفهان، وأحد أساتذة السيد روح الله الخميني.
كان خاتون آبادي من أبرز تلامذة الآخوند الخراساني، وكان صديقه ومساعده في تأليف كتاب الآخوند "كفاية الأصول"، وهو من أهم وأدق الكتب في أصول الفقه الشيعي. بدأ تعليمه في أصفهان، وأكمل تعليمه في النجف وهو في السابعة عشرة من عمره. وبعد أن نال الاجتهاد في عام 1324 هـ، عاد إلى أصفهان ودرّس الفقه والأصول في مدرسة جدة بزرك. إن سيد محمد حسيني بهشتي هو حفيده.

## الوفاة
توفي يوم الجمعة 7 جمادى الأولى 1348 هـ، ودُفن في مرقد السيد العراقي في تخت فولاذ بأصفهان.

## طالع أيضًا
- عائلة خاتون آبادي